# Década de 180 a.C.
Séculos: (Século III a.C. - Século II a.C. - Século I a.C.)
Décadas: 230 a.C. 220 a.C. 210 a.C. 200 a.C. 190 a.C. - 180 a.C. - 170 a.C. 160 a.C. 150 a.C. 140 a.C. 130 a.C.
Anos:
```
189 a.C.
 - 
188 a.C.
 - 
187 a.C.
 - 
186 a.C.
 - 
185 a.C.
 - 
184 a.C.
 - 
183 a.C.
 - 
182 a.C.
 - 
181 a.C.
 - 
180 a.C.
```